# Quinto Hatério Antonino
Quinto Hatério Antonino (em latim: Quintus Haterius Antoninus), conhecido apenas como Antonino, foi um senador romano eleito cônsul em 53 com Décimo Júnio Silano Torquato. Era o único filho de Domícia Lépida, a Velha, neta de Marco Antônio e sobrinha-neta de Augusto, e Décimo Hatério Agripa, filho do célebre orador Quinto Hatério e cônsul em 22.

## Carreira
Antonino era primo da imperatriz Messalina, dos cônsules Marco Valério Messala Corvino e Fausto Cornélio Sula Félix e do imperador Nero. Era um dos únicos descendentes do sexo masculino de Marco Antônio a utilizar seu nome ou uma variação dele .
Apesar do consulado em 53, já em 58 Antonino havia gasto toda a sua fortuna em extravagâncias, o que obrigou Nero a pagar-lhe uma mesada anual a partir de então.